# Condado de Tyler (Virgínia Ocidental)
O Condado de Tyler é um dos 55 condados do estado norte-americano da Virgínia Ocidental. A sede do condado é Middlebourne, que é também a sua maior cidade. O condado tem uma área de 676 km² (dos quais 8 km² estão cobertos por água), uma população de 9592 habitantes, e uma densidade populacional de 14 hab/km² (segundo o censo nacional de 2000). O condado foi fundado em 1814 e recebeu o seu nome em homenagem a John Tyler, Sr. (1747-1813), que foi o décimo-quinto governador da Virgínia (entre 1808 e 1811), e pai de John Tyler, presidente dos Estados Unidos.